# 僧肇
僧肇（そうじょう、拼音: Sēngzhào、374年/384年 - 414年）は、中国後秦の仏僧。鳩摩羅什門下の四哲の一人。中国仏教史・中国哲学史の重要人物。
現存する著作に、道家や儒家の思想を含む論書『肇論』（じょうろん）のほか、『維摩経』の主要な注釈書『註維摩詰経』などがある。

## 人物
鳩摩羅什門下の「四哲」として、道生・慧観・僧叡と並び称される。鳩摩羅什からは「解空第一」（空理解の第一人者）と賞賛された。仏教史においては、仏図澄・釈道安・鳩摩羅什・廬山慧遠らと並ぶ格義仏教後の中国仏教の形成者、および、吉蔵に先立つ三論宗の祖に位置付けられる。
京兆（すなわち長安）の貧家に生まれる。出家前、傭書を生業として経史の古典に通じ、とくに老荘思想や玄学に親しむ。支謙訳『維摩経』を読んで感銘を受けたのを機に出家する。大乗・小乗の三蔵に通じ、若くして長安の学界で名を馳せる。鳩摩羅什が姑臧に来ると、同地に赴き弟子となる。以降、長安で鳩摩羅什の訳経を補佐しつつ、自著を執筆する。
生没年は、慧皎『高僧伝』では414年に31歳で没したとあり、384年生ということになる。しかしそれではあまりに早熟過ぎるなどの理由から、実際は374年生とする説もある。

## 著作

### 『肇論』
『肇論』（大正蔵諸宗部1858）は、『物不遷論』『不真空論』『般若無知論』『涅槃無名論』の4篇の論文に『宗本義』1篇が冠された論文集である。論文集としてまとめられたのは、没後の南朝梁・陳においてと推定される。『涅槃無名論』と『宗本義』には偽書説がある。
『般若無知論』の成立は405年前後で、『肇論』の中で最も早い。本論文は鳩摩羅什に賞賛され、同門の道生により、同時代の東晋にも伝えられた。篇末には、本論文を受容した東晋の劉遺民（廬山慧遠の友人）との往復書簡をまとめた『劉遺民書問』が付されている。
『涅槃無名論』は、4篇のうち最後に成立した論文で、鳩摩羅什没後、当時の皇帝姚興の求めにより書かれた。
『肇論』には、インドの龍樹『中論』などに加え、中国哲学、なかでも老荘思想や玄学の影響が随所に見られる。また、体用論に近い思想を含むことから、湯用彤は本書を体用論の先駆に位置付けたが、これには批判もある。
本書は、後世とくに陳から唐代の三論宗において重要視され、以降の禅仏教にも影響を与えた。日本にも三論宗とともに伝わったが、中国に比べ老荘が浸透していなかったためか、あまり重要視されなかった。